# کبیرکوه
کَبیرکوه یکی از کوه‌های طولانی زاگرس در استان ایلام است.در منابع قدیمی نام آن عظیم‌کوه ذکر شده‌ است. این کوه ۱۷۵ کیلومتر طول و بین ۴۵ تا ۸۰ کیلومتر عرض دارد. این رشته کوه در دورهٔ کرتاسه و از سنگ‌های رسوبی تشکیل شده‌است. همانند تمام کوه‌های غرب ایران از شمال غرب به جنوب شرق امتداد یافته‌ است. کبیرکوه متشکل از تعداد زیادی کوه از جمله دینارکوه،سیاه‌کوه، سمند، اناران، سر‌میدان و کمرسفید است. بلندترین قله آن، کان صیفی حدود ۳۰۶۵ متر از سطح دریا ارتفاع دارد و در شهرستان بدره قرار گرفته‌است.
پدیده‌های زمین‌شناختی چون دریاچه دوقلو سیاه گاو در کوهپایه‌های این رشته کوه آبشارهای ماربره و هفت آسیاب، دره‌هایی با دیواره‌های بلند و نیز تنگ بهرام چوبین، تنگ ماژین و غارهای باستانی کلماکره و کوگان در پیرامون کبیرکوه واقع شده‌اند. آثار باستانی شهر ۱۴۰۰ ساله ماداکتو، پل‌های سنگی چم نمشت، پل گاومیشان دره شهر متعلق به دوران ساسانی و پل کلهر متعلق به قرن چهارم هجری نیز در این منطقه قرار دارند.

## پیشینه زمین‌شناختی
حدود ۱۱ هزار سال پیش در سِیمَره، جایی در مرز استان‌های لرستان و ایلام کنونی، کبیرکوه با ارتفاع ۳۰۶۵ متری خود به دشت‌های اطراف مسلط بود، اما به ناگاه زمین‌لرزه‌ای اتفاق افتاد که تأثیر مستقیمی بر سرنوشت سنگ آهک‌های ۲۸ میلیون ساله این کوه داشت. این تکان‌های ناگهانی همراه با آب‌های زیرزمینی و شیب دامنه، دست به دست هم دادند تا ۲۷ میلیارد تن از این آهک‌ها از دامنه شمال‌ شرقی کوه جدا شوند.
این توده عظیم پس از جدا شدن، یکباره روی دامنه کوه سُر خورد و به سوی شمال به حرکت درآمد. سپس با عبور از کوهپایه همچنان با ایجاد زلزله‌های پیاپی راه خود را ادامه داد و با گذر از طاقدیس میله کوه در دشت سرازیر شد. این آوارها مسافتی حدود ۱۹ کیلومتر را طی کردند تا این‌که از توان افتاده و آرام گرفتند.
در پی این تحول، دشتی به وسعت ۱۰۰ کیلومتر مربع با این آوارهای سنگی پوشیده شد. آوارهای سنگی که حجم بلوک‌های آن گاه تا ۲۰ مترمکعب می‌رسید، مسیر رودخانه‌های کَشکان و سِیمَره را بسته بودند. جریان رودخانه‌ها قطع و با ایجاد این سد طبیعی، آب در پشت آن جمع شده بود. نتیجه، یک دریاچه وسیع بود که عمق آن به ۱۳۰ متر می‌رسید. رودخانه‌ها با گذشت زمان راه خود را در میان آوارها باز کرده و دوباره جریان یافته‌اند. هرچند دریاچه قدیمی دیگر دیده نمی‌شود اما آثار آن به شکل تالاب‌هایی در میان دشتی پر از آوار سنگی هنوز پابرجاست.
تالاب‌های یازده‌گانه «ولیعصر»، نشانه‌هایی از لغزشی عظیم هستند که اکنون زیستگاهی برای پرندگان مهاجر و بومی، آبزیان و گیاهان شده‌اند. آثار به جا مانده از زمین‌لغزش سیمره، در میانه راه پلدختر به دره‌شهر دیده می‌شود.

## تونل کبیرکوه
تونل کبیرکوه یک پروژه‌ای است که در سال ۱۳۸۹ برای زدودن بخشی از محرومیت استان ایلام آغاز شد. این تونل بزرگترین تونل در دست احداث کشور است. در خصوص اهمیت آن می‌توان گفت که این تونل نقش مهمی در ارتباط استان‌های کرمانشاه و لرستان با استان خوزستان و در کل ارتباط شمال غرب با جنوب غرب کشور ایفا دارد. همچنین در صورت احداث این تونل شهرهای جنوب ایلام را ۷۰ کیلومتر به مرکز کشور نزدیکتر می‌شوند.